# Lista de partidos políticos na Chéquia
Esta é uma lista dos partidos políticos da Chéquia.
A Chéquia conta com um sistema multipartidário. No entanto, devido ao seu sistema eleitoral, um número limitado de partidos é bem-sucedido em cada eleição parlamentar. De todos os partidos existentes, o único com presença em todas as legislaturas desde a dissolução da Checoslováquia é o Partido Democrático Cívico (ODS).

## Partidos políticos
| Partido | Partido | Partido  | Partido | Líder                    | Ideologia | Espectro                    | Câmara   | Senado  | Regiões   | Parlamento Europeu |
| ------- | --- | -------- | ------- | ------------------------ | --- | --------------------------- | -------- | ------- | --------- | ------------------ |
|         | Aliança dos Cidadãos Descontentes Akce Nespokojených Občanů                                                           | ANO      |         | Andrej Babiš             | Partido pega-tudo. Populismo, Sincretismo, Liberalismo conservador                                                                          | Centro a Centro-direita     | 72 / 200 | 5 / 81  | 178 / 675 | 5 / 21             |
|         | Partido Democrático Cívico Občanská demokratická strana                                                               | ODS      |         | Petr Fiala               | Conservadorismo, Conservadorismo liberal, Liberalismo económico, Euroceticismo                                                              | Centro-direita a direita    | 34 / 200 | 23 / 81 | 99 / 675  | 4 / 21             |
|         | Prefeitos e Independentes Starostové a nezávislí                                                                      | STAN     |         | Vít Rakušan              | Regionalismo, Localismo, Liberalismo | Centro a centro-direita     | 33 / 200 | 15 / 81 | 91 / 675  | 1 / 21             |
|         | União Cristã e Democrata - Partido Popular Checoslovaco Křesťanská a demokratická unie – Československá strana lidová | KDU-ČSL  |         | Marian Jurečka           | Democracia cristã, Conservadorismo social, Europeísmo                                                                                       | Centro a centro-direita     | 13 / 200 | 12 / 81 | 53 / 675  | 2 / 21             |
|         | Liberdade e Democracia Direta Svoboda a přímá demokracie                                                              | SPD      |         | Tomio Okamura            | Nacionalismo checo, Populismo de direita, Democracia direta, Anti-imigração, Anti-Islã, Euroceticismo                                       | Direita a Extrema-direita   | 20 / 200 | 0 / 81  | 35 / 675  | 2 / 21             |
|         | TOP 09 Tradice Odpovědnost Prosperita 09                                                                              | TOP 09   |         | Markéta Pekarová Adamová | Liberalismo clássico, Conservadorismo liberal, Democracia cristã                                                                            | Centro-direita              | 14 / 200 | 5 / 81  | 19 / 675  | 2 / 21             |
|         | Partido Pirata Checo Česká pirátská strana                                                                            | Piráti   |         | Ivan Bartoš              | Políticas pirata , Transparência, Libertarismo de esquerda, Democracia directa, Pacifismo, Pró-europeísmo                                   | Centro a Centro-esquerda    | 4 / 200  | 2 / 81  | 99 / 675  | 3 / 21             |
|         | Senador 21 Senátor 21                                                                                                 | SEN 21   |         | Václav Láska             | Liberalismo, Sincretismo, Pró-europeísmo | Centro                      | 0 / 200  | 4 / 81  | 0 / 675   | 0 / 21             |
|         | Partido Social-Democrata Tcheco Česká strana sociálně demokratická                                                    | ČSSD     |         | Michal Šmarda            | Social-democracia, Socialismo democrático, Keynesianismo                                                                                    | Centro-esquerda             | 0 / 200  | 1 / 81  | 36 / 675  | 1 / 21             |
|         | Prefeitos da região de Liberec Starostové pro Liberecký kraj                                                          | SLK      |         | Martin Půta              | Conservadorismo fiscal, Regionalismo do Liberec                                                                                             | Centro-direita              | 0 / 200  | 2 / 81  | 0 / 675   | 0 / 21             |
|         | Partido Comunista da Boêmia e Morávia Komunistická strana Čech a Moravy                                               | KSČM     |         | Kateřina Konečná         | Comunismo, Marxismo-leninismo, Euroceticismo                                                                                                | Esquerda a Extrema-esquerda | 0 / 200  | 1 / 81  | 13 / 675  | 1 / 21             |
|         | Svobodní Strana svobodných občanů                                                                                     | Svobodní |         | Libor Vondráček          | Liberalismo clássico, Libertarismo de direita, Conservadorismo libertário, Conservadorismo liberal, Conservadorismo nacional, Euroceticismo | Direita<                    | 0 / 200  | 0 / 81  | 1 / 675   | 0 / 21             |